# Маруни, Келли
Ке́лли Мару́ни (Маро́ни) (англ. Kelli Maroney; род. 30 декабря 1960, Миннеаполис, Миннесота) — американская актриса кино и телевидения.

## Биография
Келли Маруни родилась 30 декабря 1960 года (некоторые источники дают дату 1965 год) в городе Миннеаполис (штат Миннесота, США). С 1979 года начала сниматься в телесериалах: стала постоянной актрисой мыльной оперы «Надежда семьи Райан» (за три года появилась в более 300 эпизодах); с 1982 года также стала сниматься в кинофильмах для широкого экрана. По состоянию на декабрь 2022 года Маруни появилась в более чем 40 кинофильмах и телесериалах. Известна ролями в малобюджетных фильмах ужасов категории B.
В конце 1980-х — начале 1990-х годов была моделью, фотографируясь в бикини для календарей.
По информации на 2017 год, «работает волшебницей» в Академии волшебных искусств в Волшебном за́мке (Голливуд).

### Личная жизнь
27 января 2001 года Маруни вышла замуж за малоизвестного сценариста Алекса Саймона. В феврале 2003 года последовал развод.

В 2016 году актриса вышла замуж за мужчину, не связанного с кинематографом, по имени Дэниел Алин.

## Избранная фильмография

### Широкий экран
- 1982 — Весёлые времена в школе Риджмонт / Fast Times at Ridgemont High — Синди
- 1984 — Ночь кометы / Night of the Comet — Саманта Белмонт
- 1986 — Роботы-убийцы / Chopping Mall — Элисон Паркс
- 1986 — Нулевые ребята / The Zero Boys — Джейми
- 1987 — Нехорошая мамаша 2 / Big Bad Mama II — Вилли МакКлэтчи
- 1988 — Не с этой Земли[англ.] / Not of This Earth — Оксфорд, медсестра
- 1989 — Поворот на Трансильванию / Transylvania Twist — Ханна
- 1990 — Тяжело умирать / Sorority House Massacre III: Hard to Die — «порно-жена» (в титрах указана как «Д. Мейсон Кинер» (англ. D. Mason Keener))

### Телевидение
- 1979—1982 — Надежда семьи Райан[англ.] / Ryan's Hope — Кимберли Гаррис (в 319 эпизодах)
- 1984 — Одна жизнь, чтобы жить / One Life to Live — Тина Клейтон[англ.] (в 3 эпизодах)
- 1986 — Саймон и Саймон[англ.] / Simon & Simon — Анджела Филдинг (в эпизоде Eye of the Beholder[англ.])
- 1986 — Она написала убийство / Murder, She Wrote — Сисси Барнс (в эпизоде Menace, Anyone?[англ.])
- 1997 — Притворщик / The Pretender — репортёр (в эпизоде Dragon House: Part 1)
- 1999 — Надежда Чикаго / Chicago Hope — Грейс МакНил (в эпизоде Home Is Where the Heartache Is[англ.])
- 2008 — Настоящая кровь / True Blood — теле-проповедница (в эпизоде Mine; в титрах указана как «Келли Морони» (англ. Kelli Moroney))
- 2010 — Клёвое шоу Тима и Эрика: Отличная работа![англ.] / Tim and Eric Awesome Show, Great Job! — Келли (в эпизоде Re-Animated[англ.])

### В роли самой себя
- 1982 — Сто к одному / Family Feud (в 3 выпусках)
- 2018 — Entertainment Tonight (в выпуске от 12 июля)
- 2019 — В поисках тьмы[англ.] / In Search of Darkness
- 2020 — Последний кинотеатр под открытым небом с Джо Бобом Бриггсом / The Last Drive-in with Joe Bob Briggs (в выпуске Chopping Mall)
- 2020 — В поисках тьмы: Часть 2[англ.] / In Search of Darkness: Part II